# John Scott Russell
John Scott Russell (Vale of Clyde, 1808. május 9. – London, 1882. június 10.) skót matematikus, haditengerészeti hadmérnök.

## Életpályája
Az edinburghi, St. Andrews-i és glasgow-i egyetemeken tanult, mérnöki képesítést szerzett. 1832-ben Edinburghban a kísérleti fizika tanára lett. Ő ismerte fel először a szoliton hullámokat, 1834-ben. Később egy nagy greenocki hajógyár vezetője lett. 1844-ben Londonba ment, és itt néhány nagy gőzöst konstruált (többek között a Great Eastern nevű hajót).

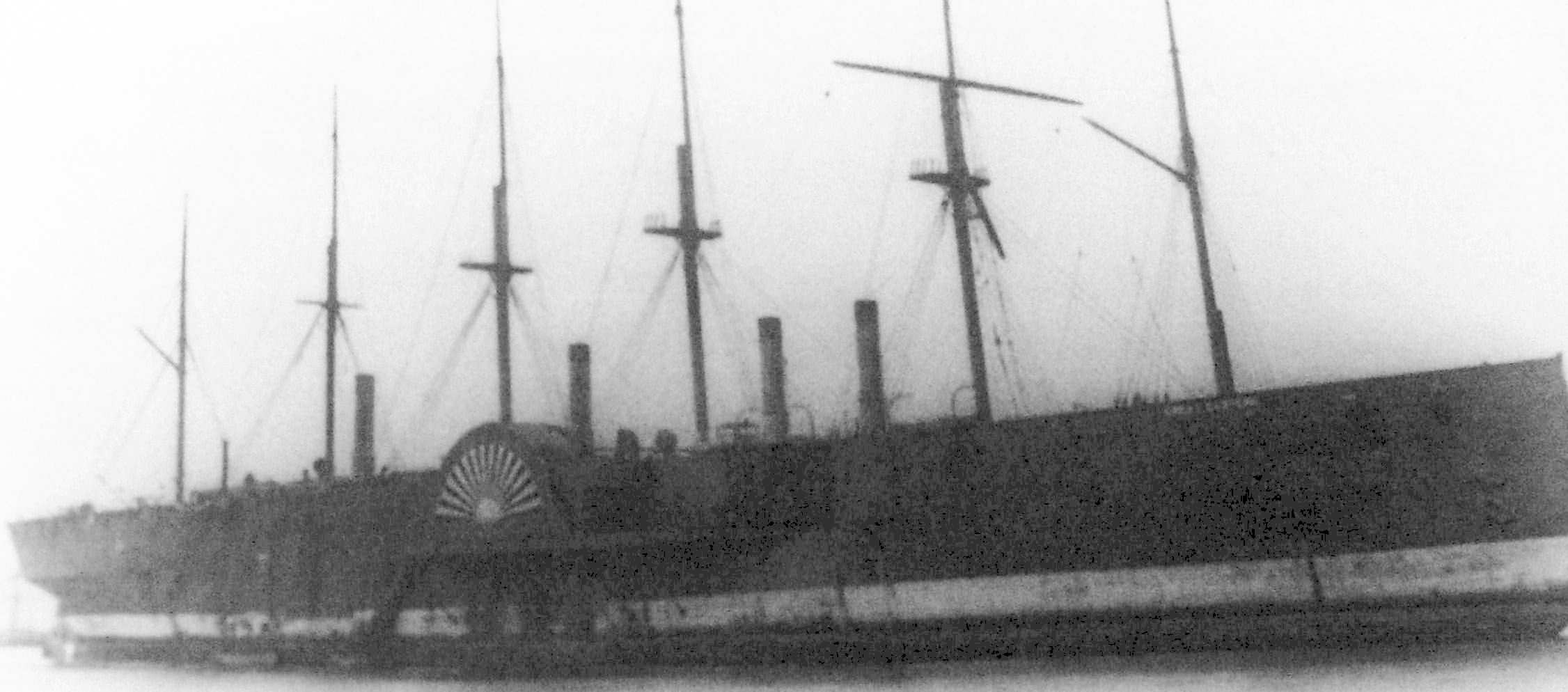
Az SS Great Eastern 1863-ban

## Művei
- The Modern System of Naval Architecture for Commerce and War (London, 1865);
- Systematic Technical Education (uo. 1869).